# Plana de Pujol
La Plana de Pujol és una plana del terme municipal de Conca de Dalt, a l'antic terme de Toralla i Serradell, al Pallars Jussà, en territori que havia estat del poble de Serradell.
Es troba a la part occidental del terme, a ponent de Serradell. Al costat meridional de la Plana de Pujol s'uneixen els barrancs de la Boscarrera i del Carant de l'Os, que procedeixen del costat occidental de la plana, a la llau del Cornàs, que baixa pel seu costat de llevant. És al nord-oest de lo Bosc, al sud-est de la Cova de Cuberes i al nord-est de Santa Eulàlia la Vella de Serradell.